# Klaus Mirwald
Klaus Mirwald (* 11. September 1968) ist ein ehemaliger deutscher Fußballspieler, kurzzeitig war er als Fußballtrainer tätig.

## Sportlicher Werdegang
Mirwald kam als Jugendlicher von den Sportfreunden Stuttgart zum VfB Stuttgart. Das junge Talent – mit der deutschen U16-Auswahl hatte er bei der Weltmeisterschaft 1985 die Silbermedaille gewonnen und dabei alle sechs Spiele bestritten – debütierte in der Spielzeit 1986/87 für die Amateurmannschaft des VfB im Erwachsenenbereich, als er in der drittklassigen Oberliga Baden-Württemberg auflief. In der folgenden Saison rückte er in den Profikader auf, am 9. Oktober 1987 debütierte er im Spiel gegen Bayer 05 Uerdingen auch in der Bundesliga – dabei gelang ihm mit dem Treffer zum 5:2-Endstand sein einziges Profitor. Parallel spielte er noch für die Amateurmannschaft, mit der er 1988 in die Verbandsliga Württemberg abstieg. Bedingt durch zwei Kreuzbandrisse bestritt Mirwald sein letztes Bundesligaspiel für die Stuttgarter im November 1988, 1991 beendete er schließlich seine Profikarriere und wechselte zum ambitionierten 1. FC Pforzheim in die Oberliga Baden-Württemberg.
Unter Trainer Manfred Krafft und dessen Nachfolgern Jürgen Geigle und Gerd Störzer rutschte der Klub jedoch ins Tabellenmittelfeld ab, Mirwald bestritt dabei jeweils knapp zwei Drittel der Saisonspiele an der Seite von Spielern wie Steffen Menze, Rainer Widmayer, Guido Streichsbier und Wolfgang Fisel. Zur Spielzeit 1993/94 wechselte er zum von Mäzen Peter Häberle geförderten Lokalrivalen VfR Pforzheim, bei dem auch weitere Ex-Erst- und Zweitliga-Profis wie Manfred Kastl, Thomas Siegmund, Jürgen Schmidt, Jörg Wolff und Marc Rapp unter Vertrags standen und dem sich auch Menze und Fisel anschlossen. Bei Einführung der Regionalliga als neuer dritthöchster Spielklasse am Ende der Spielzeit verpasste die erst 1992 in die Oberliga aufgestiegene Mannschaft trotz eines fünften Tabellenplatzes – Mirwald hatte hierzu mit einem Tor in 23 Spielen beigetragen – im Endklassement die Qualifikation, da die Ergebnisse seit 1991 in die Ermittlung der Teilnehmer eingingen. In der Oberliga-Spielzeit 1994/95 reichte ein zweiter Tabellenplatz hinter dem SV Sandhausen zur Teilnahme an der Relegationsrunde zur Regionalliga Süd. Nach einem deutlichen 4:0-Erfolg über die SpVgg Bayreuth im Erst-Runden-Spiel trafen die Badener auf die Amateurmannschaft von Eintracht Frankfurt, im Sandhausener Hardtwaldstadion war der spätere Profi Matthias Hagner mit drei Toren Matchwinner und führte die Hessen mit einem 3:1-Erfolg in die Regionalliga.
Nach der verpassten Regionalliga-Teilnahme zog der von finanziellen Problemen geplagte VfR Pforzheim seine Wettkampfmannschaft aus der Oberliga zurück, Mirwald schloss sich daraufhin dem Regionalligaaufsteiger SV Sandhausen an, für den er eine Spielzeit gegen den Ball trat. Nach dem direkten Wiederabstieg zog er innerhalb der Liga zum SSV Reutlingen 05 weiter. Unter Trainer Martin Hägele qualifizierte sich der Klub als Tabellendritter der Regionalliga Süd 1996/97 für die Deutsche Amateurmeisterschaft 1997, beim Gewinn des Titels durch einen 2:1-Endspielerfolg über Rot-Weiß Oberhausen kam er nicht zum Einsatz. Im Januar 1999 zog der Abwehrspieler für 130.000 D-Mark zum SSV Ulm 1846 weiter, wo er in der 2. Bundesliga noch sieben Einsätze hatte. Dort beendete er seine aktive Karriere.
Im Sommer 2003 übernahm Mirwald den Trainerposten bei der SpVgg 07 Ludwigsburg. Nach einem schlechten Saisonstart trat er 2005 von seinem Amt zurück.